# 3-2-0
Тип 3-2-0 — паровоз с двумя движущими осями в одной жёсткой раме и тремя бегунковыми осями.

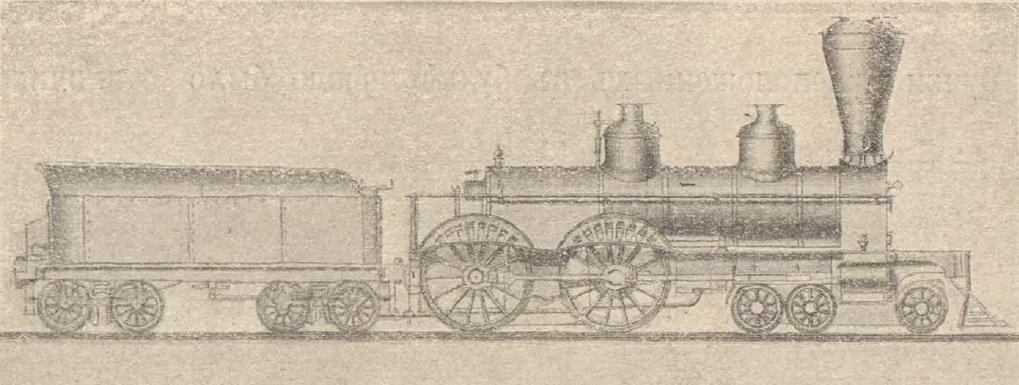
Паровоз серии А в 1850-е годы

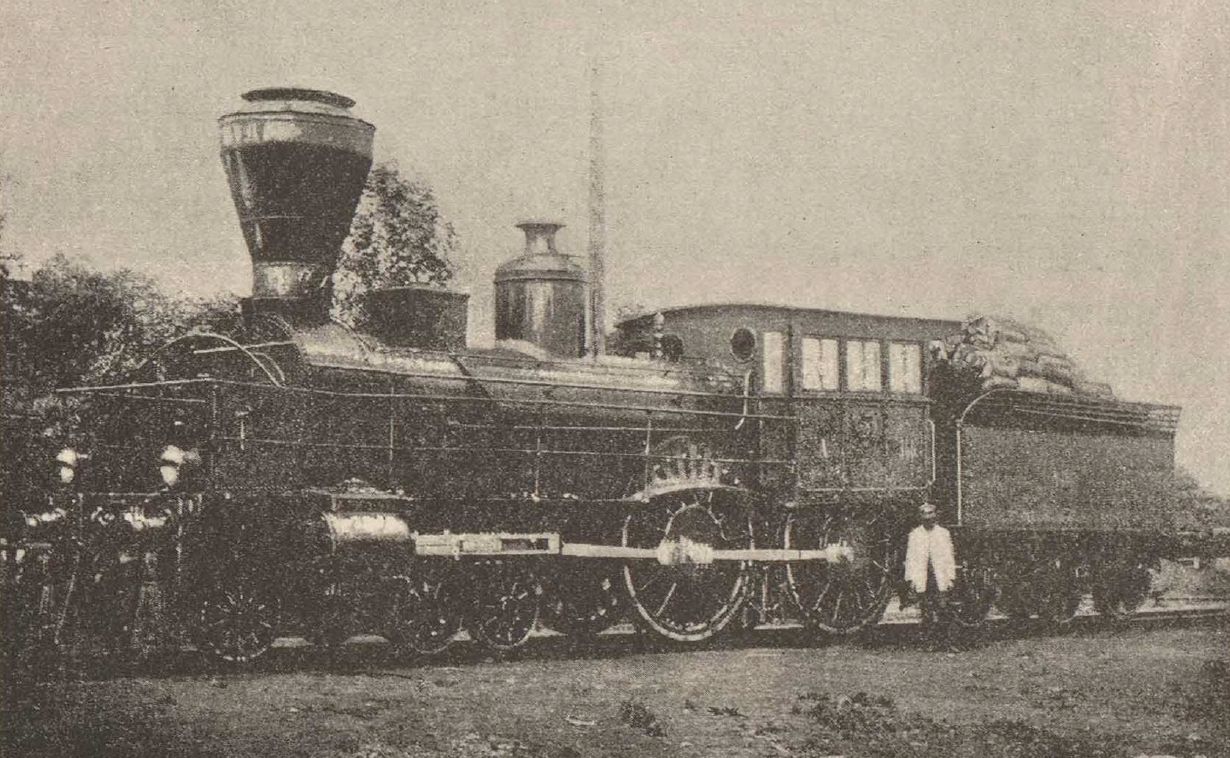
Паровоз серии А в 1880-е годы

Методы записи для разных классификаций:
- Международная (UIC): 3B
- Американская: 6-4-0
- Испанская и французская: 320
- Российская: 3-2-0
- Швейцарская: 2/5

## Примеры паровозов
Во второй половине XIX века в России на Петербурго-Московской железной дороге эксплуатировались два паровоза данного типа которым была присвоена серия А. Они были изготовлены в 1858—1859 гг. на Александровском заводе и предназначались для обслуживания поездов «особой важности» (царских). Масса паровозов составляла 48,5 т, сцепная — 26 т, диаметр движущих колёс составлял 1980 мм. Давление пара в котле составляло 8 атм., площадь нагрева — 138,8 м², площадь колосниковой решётки — 1,85 м². Данные паровозы были гораздо мощнее эксплуатировавшихся на этой же дороге паровозов типа 2-2-0. В 1880 году на паровозах поставили новые паровые котлы и были установлены будки.